# L'Original - 15 ans déjà...
L'Original - 15 ans déjà... è un cofanetto postumo della cantante italo-francese Dalida, pubblicato il 23 aprile 2002 da Universal Music France.
Il cofanetto, composto da quattro CD, è stato creato per il quindicesimo anniversario dalla morte della cantante.
Nel quarto CD è presente anche un nuovo brano inedito in lingua greca, dal titolo Ta pedià tou Pireà, cantato a cappella nella trasmissione televisiva Apópse mazí mas (in greco: Απόψε μαζί μας) nel 1977. Dalida aveva già interpretato questo brano nella sua più conosciuta versione in lingua francese Les enfants du Pirée.
Dal cofanetto vennero anche estratti un CD omonimo con venti brani (quelli del CD n.1 "Ses Grands Succès") e due album (corrispondenti ai CD n.2 e n.3) con i rispettivi titoli Dalida chante les Grands Auteurs e Dalida chante le 7ème Art.

## CD 1 -Ses Grands Succès
Tracce
1. Il venait d'avoir 18 ans
2. Paroles, paroles
3. Le Lambeth Walk
4. Pour te dire je t'aime
5. Mourir sur scène
6. Pour ne pas vivre seul
7. J'attendrai
8. Comme disait Mistinguett
9. Laissez-moi danser
10. Bésame mucho
11. Soleil
12. À ma manière
13. Il faut danser reggae
14. Pour en arriver là
15. Gigi l'amoroso
16. Bambino
17. Gondolier
18. Ciao ciao, bambina
19. Romantica
20. Les gitans

## CD 2 -Dalida chante les Grands Auteurs
Tracce
1. La mer
2. La vie en rose (versione 1976)
3. Amoureuse de la vie
4. La mamma
5. Que sont devenues les fleurs
6. Une vie
7. Avec le temps
8. Une femme à quarante ans
9. Marjolaine
10. Quand on n'a que l'amour (versione 1979)
11. Il pleut sur Bruxelles
12. Mon frère le soleil
13. Je suis malade
14. La fille aux pieds nus
15. Chanter les voix
16. Le petit bonheur
17. Je préfère naturellement
18. Pour qui, pour quoi
19. Deux colombes
20. Mon cœur va

## CD 3 -Dalida et le Cinéma
Tracce
1. Parle plus bas (Le Parrain)
2. Femme
3. Ton prénom dans mon cœur
4. La danse de Zorba
5. Le clan des siciliens
6. Les enfants du Pirée
7. Come prima
8. Histoire d'un amour
9. Salma ya salama
10. Fini, la comédie
11. Eux
12. Inconnu mon amour
13. C'est mieux comme ça
14. Pars
15. Histoire d'aimer
16. J'aurais voulu danser
17. Amo l'amore
18. Parlez-moi de lui
19. Quand tu dors près de moi
20. Madona
21. C'est irréparable
22. Darla dirladada
23. Le sixième jour
24. Le jour le plus long

## CD 4 -Mondialement Dalida
Tracce
1. Aranjuez la tua voce (in italiano)
2. Cominciamo ad amarci (in italiano)
3. Vai tu sei libero (in italiano)
4. Danza (in italiano)
5. La colpa è tua (in italiano)
6. Oh lady Mary (in italiano)
7. Ciao come stai (in italiano)
8. Lacrime e pioggia (in italiano)
9. Stivaletti rossi (in italiano)
10. Little Words (in inglese)
11. Kalimba de Luna (versione in inglese)
12. Born to sing (in inglese)
13. Helwa ya baladi (in egiziano)
14. Aghani aghani (in egiziano)
15. El Cordobés (versione in spagnolo)
16. Si el amor se acaba me voy (in spagnolo)
17. Am Tag, als der Regen kam (in tedesco)
18. Milord (versione in tedesco)
19. Wenn die Soldaten (in tedesco)
20. Lebnane (in libanese)
21. O sole mio (in giapponese)
22. Ta pedià tou Pireà (INEDITO - versione in greco di Les enfants du Pirée, cantato a cappella)

## L'Original - 15 ans déjà... (CD)
Tracce
1. Il venait d'avoir 18 ans
2. Paroles, paroles
3. Le lambeth walk
4. Pour te dire je t'aime
5. Mourir sur scène
6. Pour ne pas vivre seul
7. J'attendrai
8. Comme disait Mistinguett
9. Laissez-moi danser
10. Besame mucho
11. Soleil
12. À ma manière
13. Il faut danser reggae
14. Pour en arriver là
15. Gigi l'amoroso
16. Bambino
17. Gondolier
18. Ciao ciao, bambina
19. Romantica
20. Les gitans